# Brachycerus abbreviatus
Brachycerus abbreviatus es una especie de escarabajo de la familia Brachyceridae, género Brachycerus. Fue descrito por primera vez por Gustaf Johan Billberg en 1820.